# Golițîno
Golițîno (ru. Голи́цыно) este un oraș din Regiunea Moscova, Federația Rusă și are o populație de 16.189 locuitori.